# Anton af Bourbon
Anton af Bourbon (1518-1562) var en fransk fyrste. Han var søn af hertug Karl af Vendôme. Ved sit ægteskab med kong Henrik 2. af Navarras datter Jeanne d'Albret arvede han ved svigerfaderens død tronen, men hans hustru var reelt den regerende. Sammen med broderen Ludvig af Condé ledede han huguenotterne, men gik siden over til katolikkerne. Han faldt ved belejringen af Rouen. Han var fader til kong Henrik 4. af Frankrig og Navarra.
1. ↑  Navnet er anført på engelsk og stammer fra Wikidata hvor navnet endnu ikke findes på dansk.